# Lissoscarta schlingeri
Lissoscarta schlingeri är en insektsart som beskrevs av Young 1977. Lissoscarta schlingeri ingår i släktet Lissoscarta och familjen dvärgstritar. Inga underarter finns listade i Catalogue of Life.